# (24491) 2000 YT123
2000 واي تي 123 (ويعرف أيضًا باسم (24491) 2000 واي تي 123 وفق تسمية الكوكب الصغير) (بالإنجليزية: 2000 YT123)‏ هو كويكب ضمن حزام الكويكبات؛ وترتيبه 24491 من حيث الاكتشاف.
اكتُشف هذا الجُرم الفلكي بواسطة بحث لنكولن عن الكويكبات القريبة من الأرض في 28 ديسمبر 2000.

## وصلات خارجية
- (24491) 2000 YT123 في قاعدة بيانات مختبر الدفع النفاث لأجرام النظام الشمسي الصغيرة

- الاكتشاف · مخطط المدار ·  العناصر المدارية · المعلمات المادية

- (24491) 2000 YT123 على موقع ويكي سكاي: DSS2, SDSS, GALEX, IRAS, Hydrogen α, X-Ray, Astrophoto, Sky Map, Articles and images